# Kirche der Heiligen Muttergottes (Askeran)

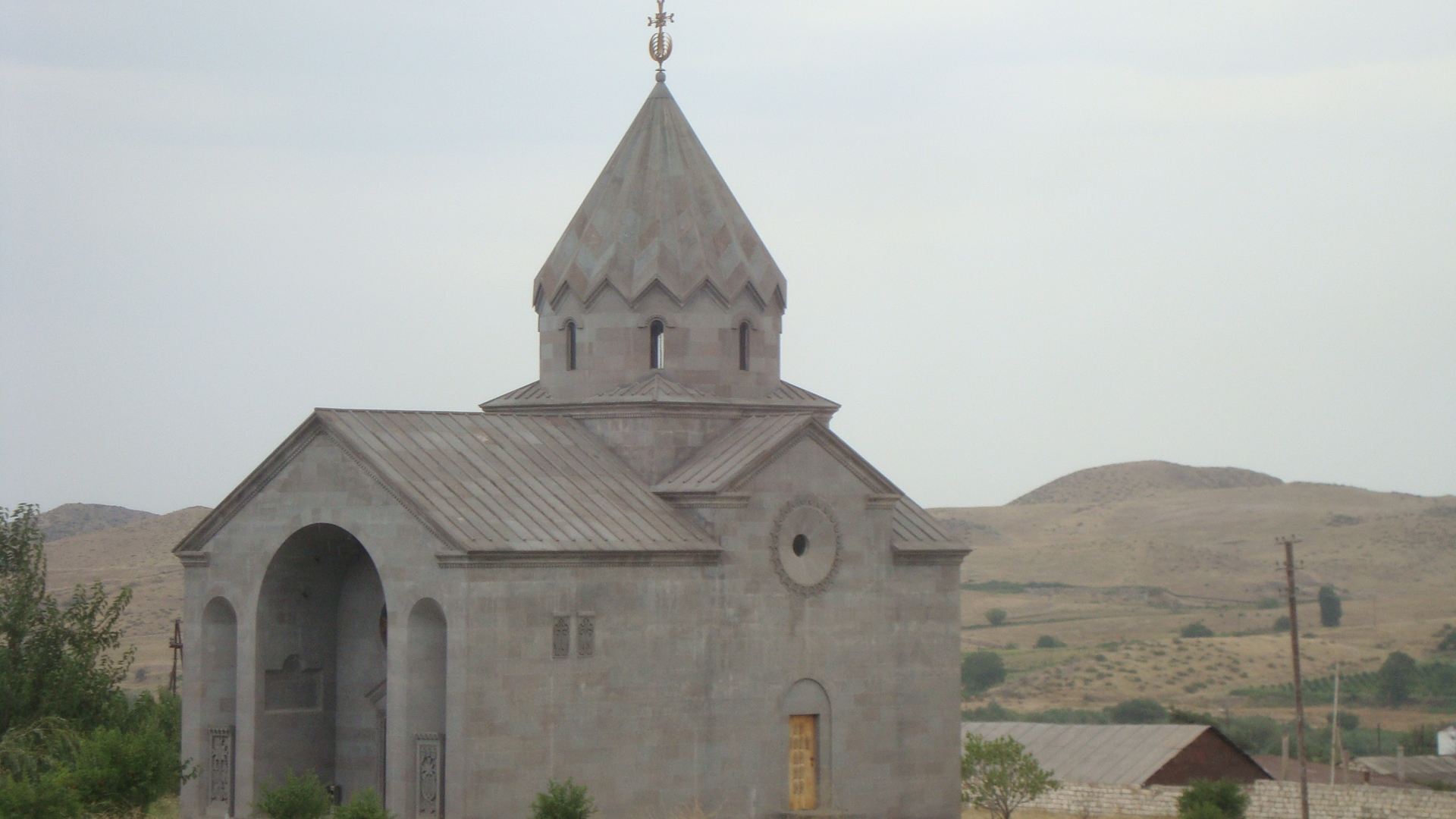
Surb Astwatzatzin, Askeran

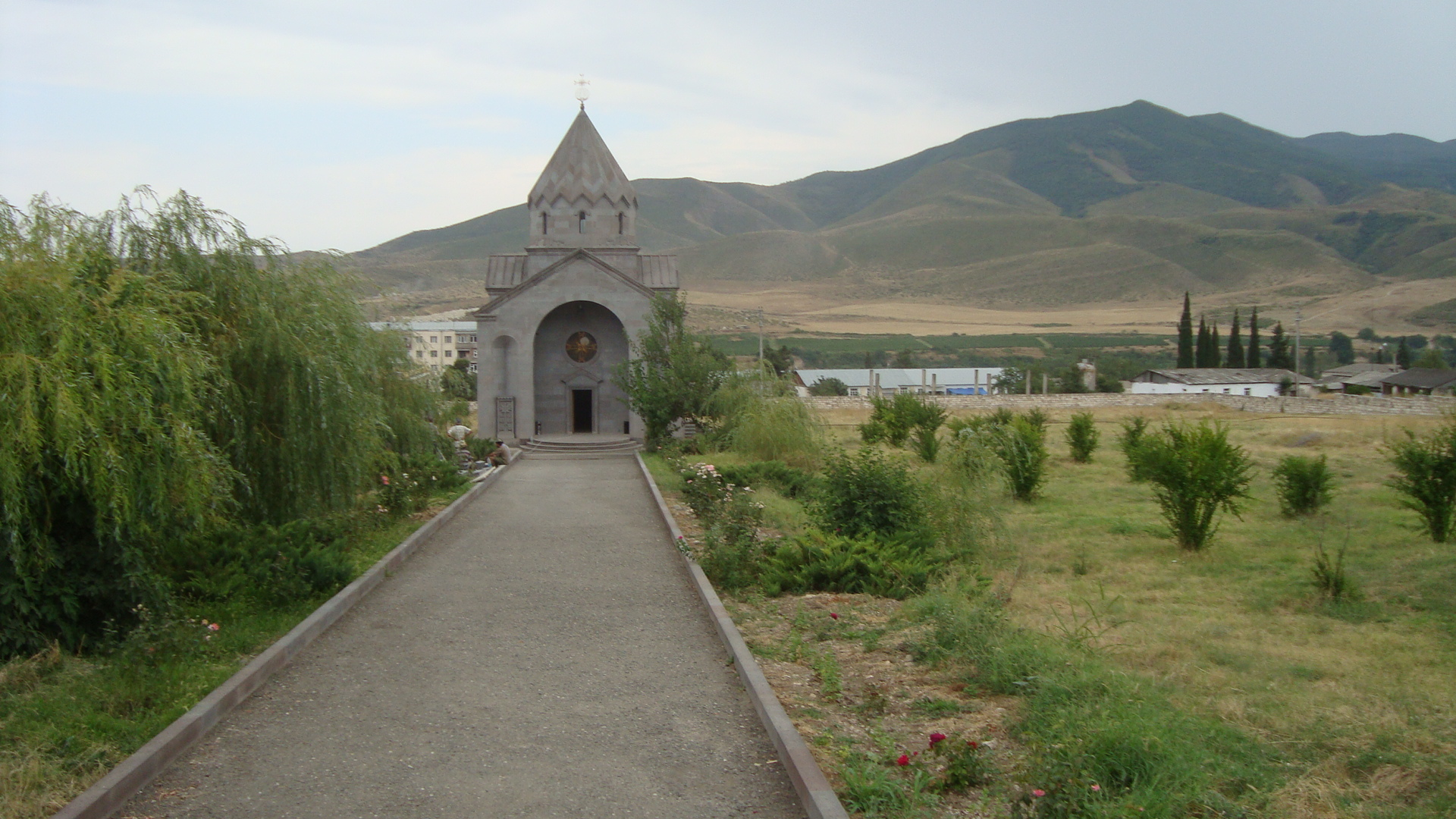
Surb Astwatzatzin, Askeran

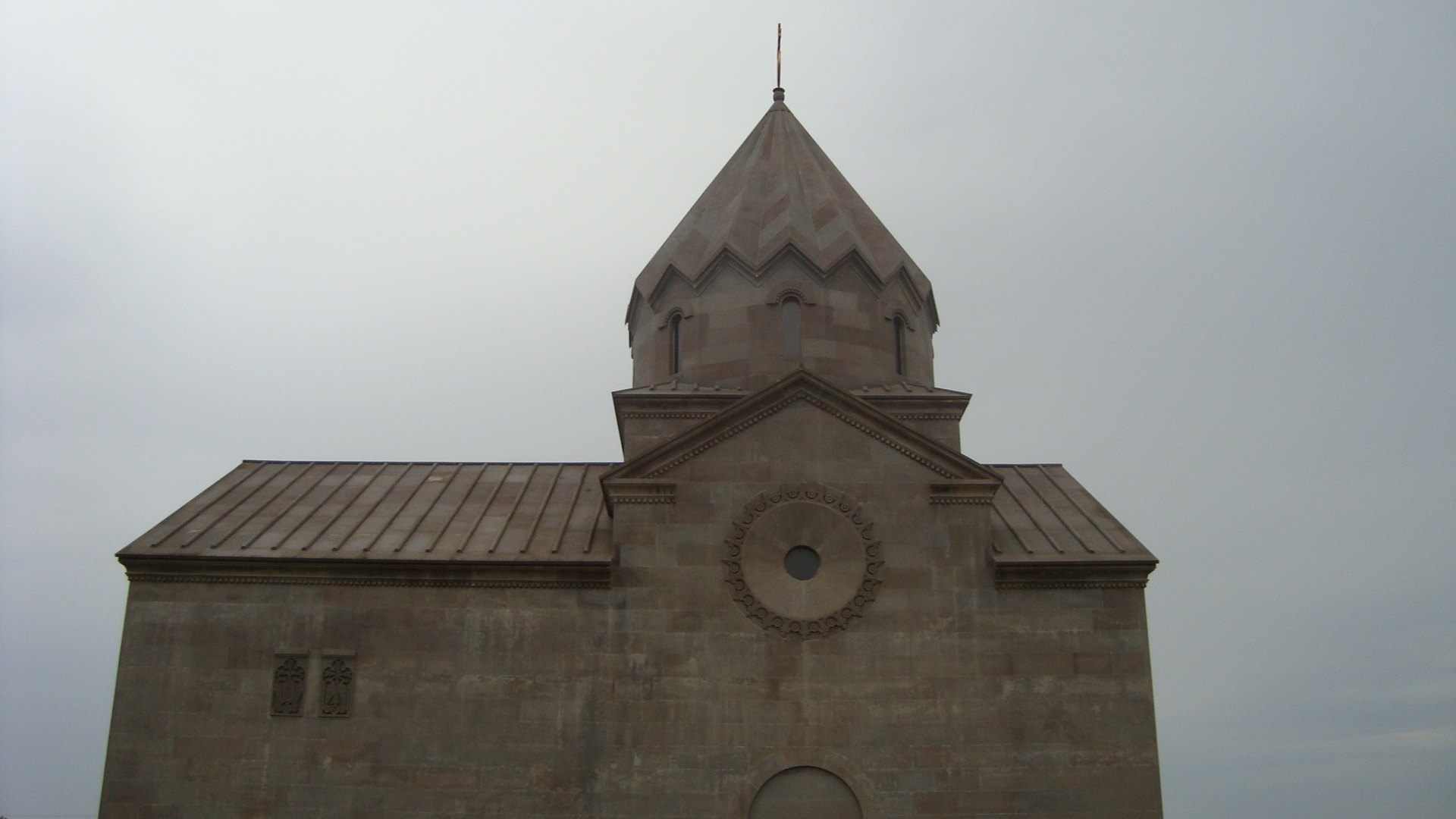
Surb Astwatzatzin, Askeran

Die Kirche der Heiligen Muttergottes oder Surb Astwatzatzin (armenisch Սուրբ Աստվածածին եկեղեցի) ist eine armenische Kirche in Askeran in der Republik Arzach (Bergkarabach), die 2002 geweiht wurde. Sie gehört zum Bistum Arzach der Armenischen Apostolischen Kirche.

## Standort
Die Kirche der Heiligen Muttergottes steht in Askeran auf einem größeren freien Landstück etwa 200 m nordöstlich der Nelson-Stepanjan-Straße (Նելսոն Ստեփանյան փողոց) und rund 200 m nordwestlich der Stepan-Schahumjan-Straße (Ստեպան Շահումյան փողոց).

## Geschichte
In der Provinzhauptstadt Askeran gab es vor 2002 keine Kirche. Der Bau der Kirche wurde vom Gründer der Flash Company und Mitglied des Arzacher Diözesanrats, Barsegh Beglaryan aus Askeran, finanziert und erfolgte anlässlich von 1700 Jahren Christentum in Armenien. Die Kirche von Askeran wurde 2002 erbaut und am 9. November 2002 konsekriert. Sie ist die einzige Kirche in Askeran und gilt neben der Festung Askeran als Wahrzeichen der Stadt.
2015 wurde die Kirche auf einer Briefmarke der Republik Arzach abgebildet.

## Architektur
Die in nordwestlich-südöstlicher Richtung stehende Kirche der Heiligen Muttergottes in Askeran ist eine Kreuzkirche mit zwei sich kreuzenden Satteldächern. Über der Vierung steht ein Tambour mit rundem Querschnitt, 8 Fenstern und einem gefalteten Pyramidendach, auf dem ein geschmücktes Kreuz thront. Der Eingang befindet sich im Nordwesten und der Altar im Südosten. Das Hauptschiff mit seinem Satteldach ist über dem Eingang im Nordwesten in Form eines Porticus verlängert.